# Freda Meissner-Blau
Freda Meissner-Blau (Dresda, 11 marzo 1927 – Vienna, 22 dicembre 2015) è stata un'attivista e politica austriaca, nota soprattutto per il suo attivismo per la protezione della natura e per i diritti umani.
Freda Meissner-Blau ha fondato il partito verde d'Austria, nel 1986 ha sfidato Kurt Waldheim alle elezioni presidenziali e nello stesso anno ha guidato i Verdi che sono giunti per la prima volta in parlamento, del quale è stata membro dal 1986 al 1988. Nel 1995 ha presieduto il primo tribunale internazionale per i diritti umani a Vienna.

## Biografia

### Primi anni
Freda Meissner fu la più giovane tra quattro fratelli e probabilmente nacque non voluta dal padre. Questo segnò il carattere della giovane che crebbe tuttavia in un ambiente liberale della buona borghesia. La madre, Mimi Stiepel, apparteneva ad una ricca famiglia di industriali ed il padre, Ferdinand Meissner Hohenmeiss, era un economista e giornalista. Trascorse la prima infanzia a Reichenberg (in seguito Liberec) poi la famiglia si trasferì a Linz, dove Freda iniziò a frequentare la scuola. Nel 1938 i Meissner si trasferirono a Vienna e qui il padre, come giornalista, espresse forti critiche nei confronti del movimento nazista tanto da venir considerato un nemico dello stato e nel 1939 fu costretto a fuggire nel Regno Unito. Per evitare la rappresaglia nazista i genitori di Freda divorziarono, ed il padre si allontanò definitivamente dalla famiglia rimanendo all'estero mentre la moglie ed i figli, compresa Freda, tornarono a Reichenberg.

### Formazione
Freda continuò la sua formazione prima a Reichenberg poi a Vienna e a Dresda. A diciassette anni riuscì a sfuggire al controllo dell'esercito dell'Unione Sovietica e, a Dresda, fu testimone dei bombardamenti che colpirono la città, rimanendone molto impressionata. In quel momento nacque in lei un forte sentimento di rifiuto nei confronti della guerra e si posero le basi per il suo successivo impegno politico. Ritornò a Vienna nel 1947, ottenne un certificato di maturità specifico legato al periodo bellico appena finito quindi si dedicò agli studi di comunicazione ed al giornalismo, interessandosi dell'occupazione americana a Vienna. Sempre nel 1947 si recò in Inghilterra per visitare suo padre, poi completò la scuola per infermieri e si trasferì a Francoforte, per studiare medicina all'università della città. Durante quel periodo incontrò Georges de Pawloff che lavorava per le forze di occupazione francesi in Germania  e lo sposò nel 1953.

### Interesse per i temi ambientali
All'inizio degli anni cinquanta col marito andò in Africa centrale, nell'allora Congo belga. Qui entrambi lavorarono per una compagnia tedesca e in quel periodo nacque Il loro primo figlio, Ted Oliver. Durante il loro soggiorno furono testimoni della sanguinosa lotta per l'indipendenza e dell'inizio della crisi del Congo. Negli anni sessanta si trasferì a Parigi dove lavorò al dipartimento di scienze sociali dell'UNESCO. Il suo incarico riguardava la traduzione di documenti aziendali relativi a offerte e proposte per la costruzione di centrali nucleari. Questo la spinse ad interessarsi sempre di più ai temi ambientali e così giunse alla convinzione che esistevano forti pericoli sia ambientali sia sociali legati all'impiego dell'energia nucleare e divenne un'attivista del movimento anti-nucleare. 
Nel 1962 tornò con la sua famiglia a Vienna, e mentre il marito continuava a lavorare per l'Agenzia internazionale per l'energia atomica lei divenne segretaria generale dell'IHS (Institut für Höhere Studien) di Vienna appena fondato. 
Seguirono poi vari momenti importanti sul piano familiare. Nel 1963 ebbe due gemelli: Alexandra e Nicholas e poco dopo si separò dal marito per le sempre più evidenti divergenze politiche.  Nel 1970 sposò Paul Blau, socialista e giornalista di Vienna.

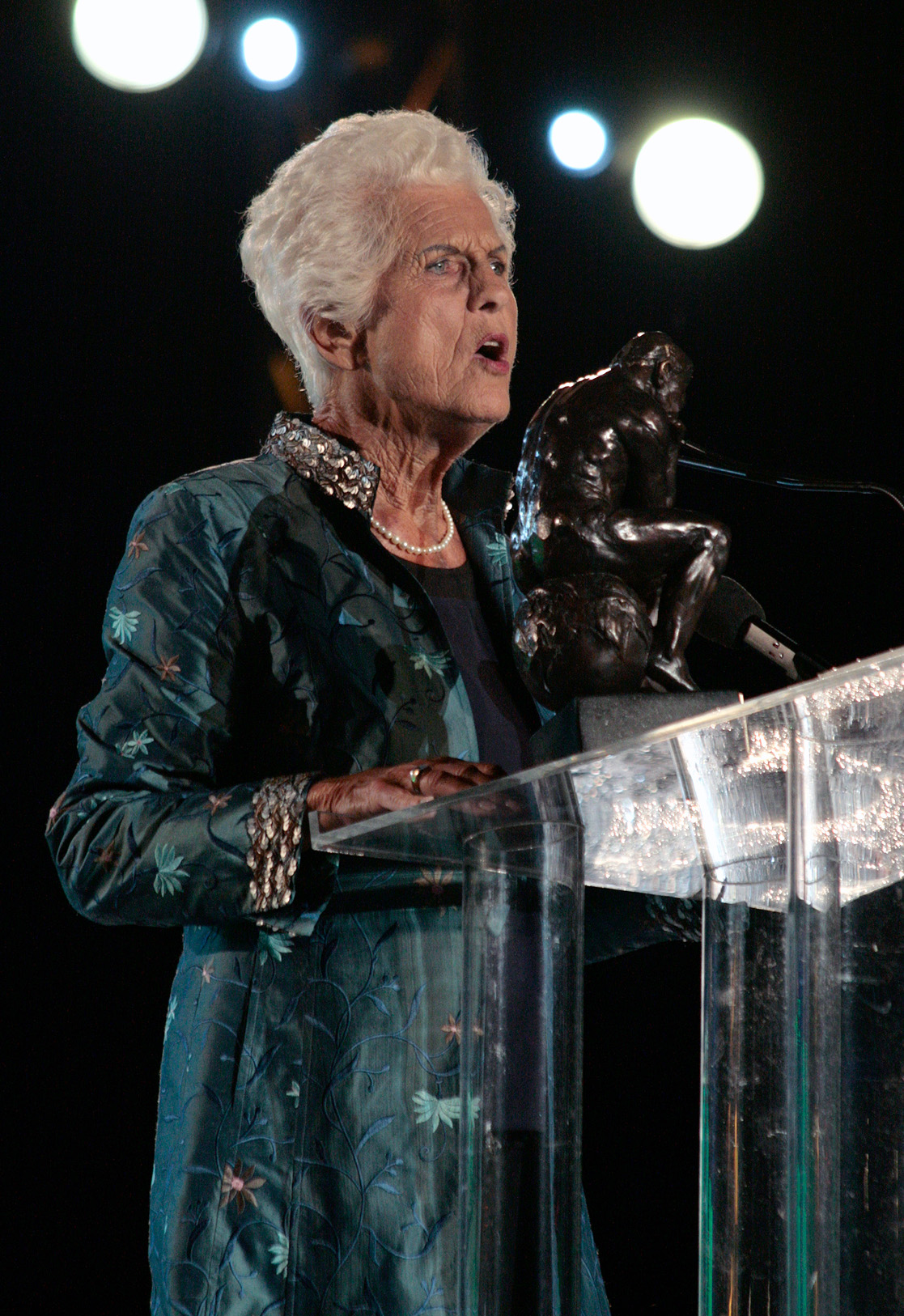
Freda Meissner-Blau al Save The World Awards nel 2009

Intanto, nel 1968, si era trasferita a Parigi, dove fece sue alcune motivazioni delle rivolte studentesche come l'opposizione nei confronti delle gerarchie autoritarie, la lotta per una maggiore democrazia e per i diritti delle donne.

### Impegno politico
Nel 1986 si candidò alle elezioni presidenziali in Austria impedendo la vittoria di Kurt Waldheim al primo turno (che vi riuscì poi al secondo). Fu la prima candidata verde austriaca alla presidenza, scelta per la sua autorevolezza, il rispetto goduto nel movimento ambientalista e la sua notorietà a livello nazionale. Ottenne solo il 5,5% dei voti che tuttavia fu considerato un grande successo per un candidato del movimento ecologista che così entrò nel parlamento austriaco. Nello stesso anno fu considerata la candidata più adatta per guidare la lista verde alle elezioni parlamentari del 23 novembre. 
Assunse ancora una volta la leadership del movimento e ne guidò la campagna elettorale, compattando la proposta politica sotto il nome di L'alternativa verde - Lista Freda Meissner-Blau. I Verdi ebbero il 4,8% dei voti ed entrarono per la prima volta nel parlamento, ottenendo otto seggi. 
Dal 9 al 12 giugno 1995 presiedette le sedute straordinarie dell'IMRT (International Human Rights Tribunal), un evento del Movimento LGBT austriaco che si tenne a Vienna. Il co-presidente fu Gerhard Oberschlick, editore della rivista FORVM e Christian Michelides ne fu il procuratore generale. Tema delle sedute furono le persecuzione alle quali vennero sosttoposti lesbiche, gay, bisessuali e transgender in Austria durante il periodo dal 1945 al 1995 e numerose personalità di spicco parteciparono agli incontri. Come in un tribunale ufficiale, dopo ogni sessione, le violazioni vennero confermate da un verdetto della giuria. Come conseguenza di questa manifestazione e di altre azioni con lo stesso fine tra il 1996 e il 2005 tutte le leggi discriminatorie nei confronti delle persone LGBT in Austria sono state abolite.

### Ultimi anni
Meissner-Blau si era dimessa dal parlamento austriaco nel 1988 ma aveva continuato a lavorare per diversi organismi internazionali ed era stata attiva in molte occasioni, come ricordato. È stata anche una scrittrice e speaker professionista, apparendo in varie conferenze per la conservazione della natura e per i diritti umani ottenendo per la sua attività ed il suo impegno vari riconoscimenti internazionali. Suo marito Paul Blau morì nell'ottobre 2005. Lei, che nel 1999 si era dovuta sottoporre ad un trapianto di cuore, morì a Vienna il 22 dicembre 2015.

## Riconoscimenti
- Premio Konrad-Lorenz, 1991
- Premio GlobArt, 2005
- Premio Nuclear-Free-Future, 2007[12]
- Premio Save the World, 2009
- Premio Käthe-Leichter per il suo impegno nel lavoro, 2014[13]

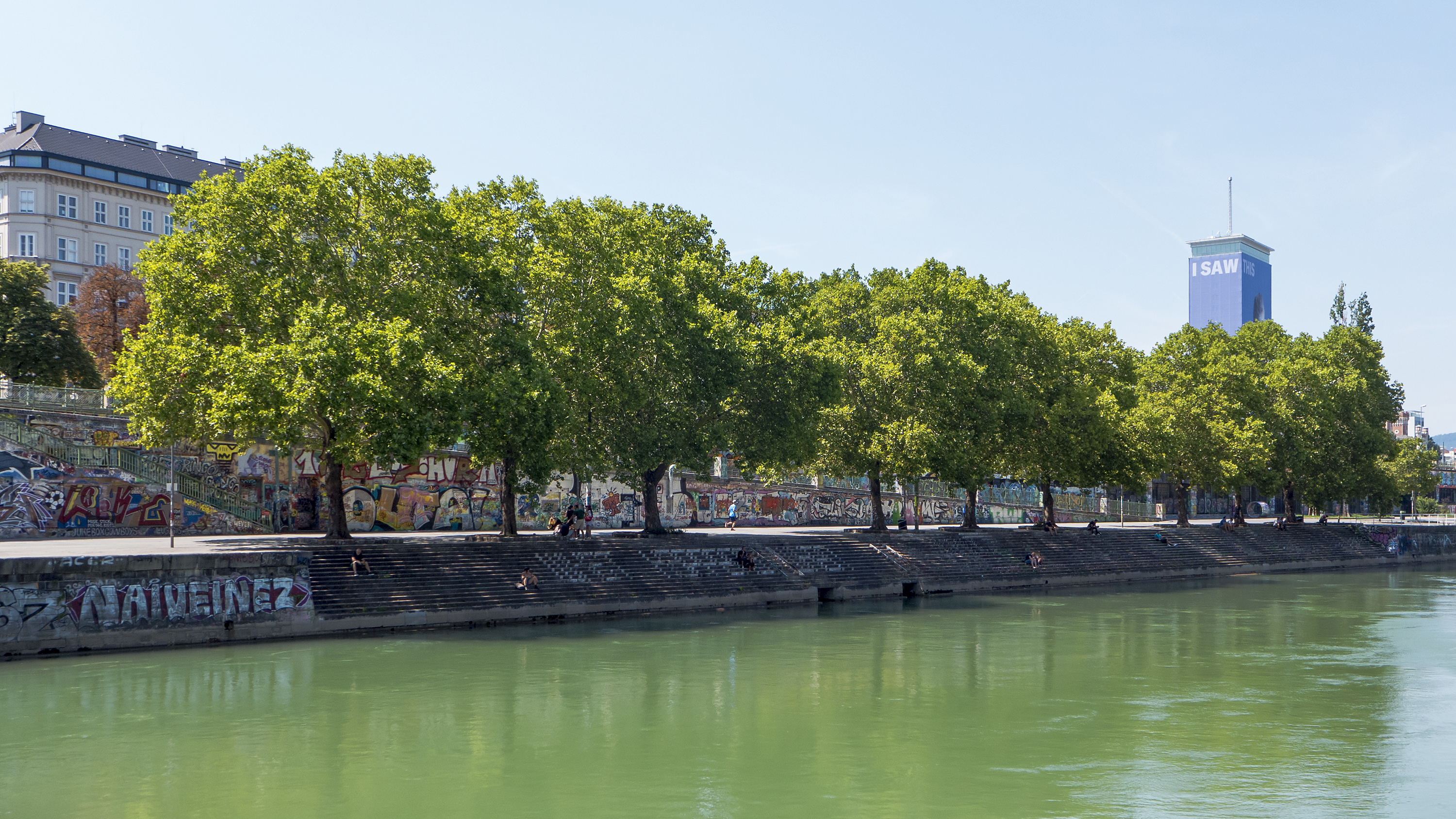
Freda Meissner-Blau Promenade a Vienna

### Dediche
A Vienna nel 2017 le è stato intitolata una via sul Donaukanal (Canale del Danubio), per ricordare che è stata la prima presidente dei verdi austriaci.

## Opere
- (DE) Die Frage bleibt: 88 Lern- und Wanderjahre. Im Gespräch mit Gert Dressel, Vienna, Amalthea Signum Verlag, 2014.